# Миладиновић
Миладиновић је српско патронимско презиме настало од мушког имена Миладин. Познате особе са овим именом су:
- Бојан Миладиновић (рођен 1982), фудбалер
- Давид Миладиновић (рођен 1997), кошаркаш
- Игор Миладиновић (рођен 1974), шаховски велемајстор
- Јован Миладиновић (1939 – 1982), фудбалер